# Йоланда ди Савоя
Йола̀нда ди Саво̀я (на италиански: Jolanda di Savoia) е малко градче и община в северна Италия, провинция Ферара, регион Емилия-Романя. Разположено е на -1 m надморска височина, единственият град в Италия, намиращ се под морското ниво. Населението на общината е 3019 души (към 2013 г.).